# Paromius gracilis
La cimice asiatica dal becco corto (Paromius gracilis (Rambur, 1839)) è una specie di insetto emittero, color terra, della famiglia Rhyparochromidae presente principalmente nell'ecozona paleartica.